# McCoy (Automarke)

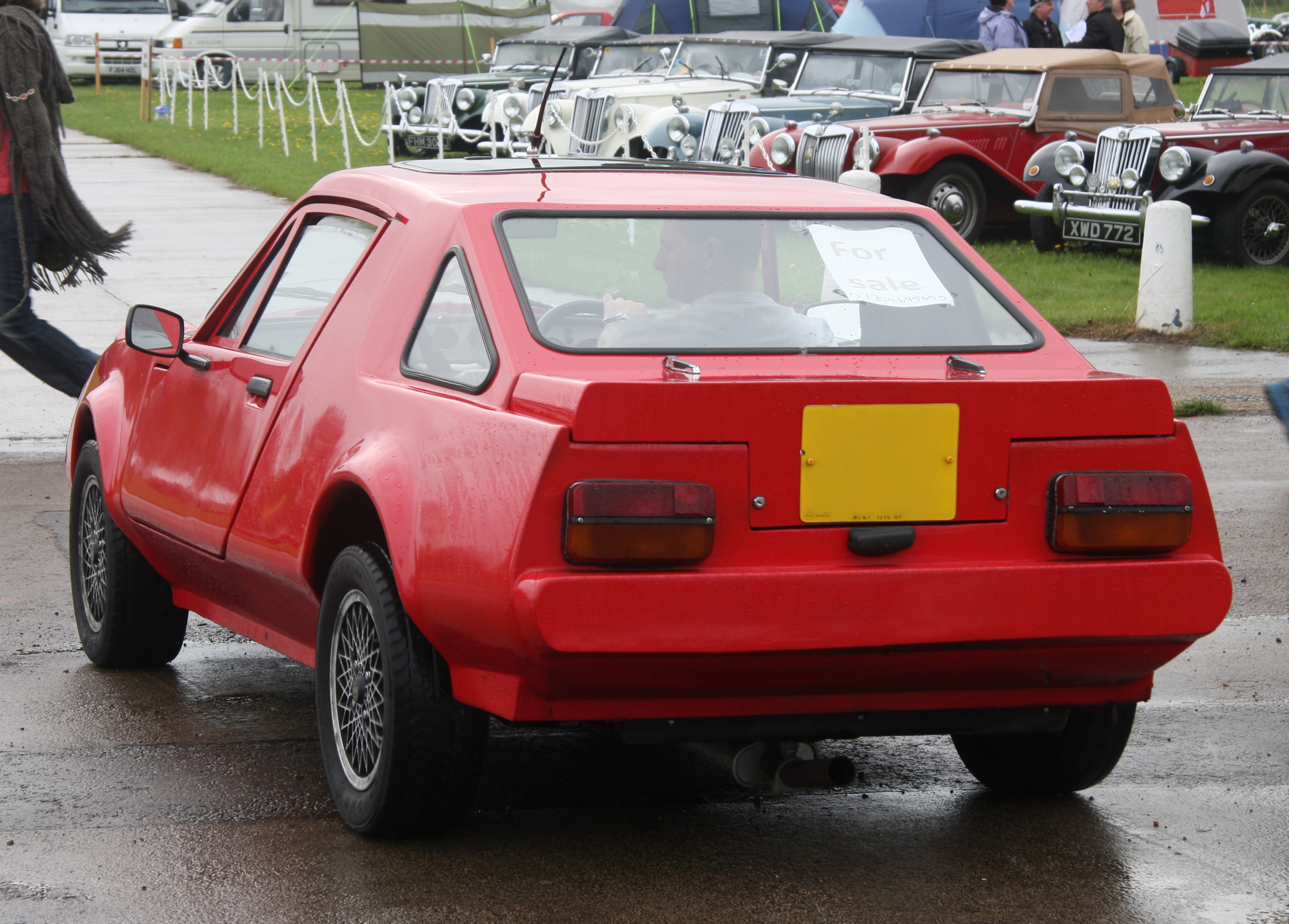
McCoy

McCoy war eine britische Automarke.

## Markengeschichte
Arthur Birchall, der zuvor bei Lotus Cars und Clan Motor tätig war, gründete 1984 das Unternehmen Birchall Automotive in Barnham Broom in der Grafschaft Norfolk. Er begann mit der Produktion von Automobilen und Kits. Der Markenname lautete McCoy. Von 1988 bis 1990 setzte N. G. Wynes Fibreglass (McCoy Cars) aus North Tuddenham in Norfolk die Produktion fort. Letzter Hersteller war ab 1990 Neville Wynes Fibreglass Products (McCoy Cars) in Fakenham in Norfolk. 2001 endete die Produktion. Insgesamt entstanden etwa 117 Exemplare.

## Fahrzeuge
Das erste und bestverkaufte Modell hatte keinen separaten Modellnamen. Es ähnelte dem Clan Crusader und war ein Coupé. Brian Luff von Status Car Company entwickelte das Fahrgestell. Darauf wurde eine Karosserie aus Fiberglas montiert. Gewöhnlich trieb ein Vierzylindermotor vom Mini die Fahrzeuge an. Alternativ konnte auch der Motor vom Mini Metro verwendet werden. Unüblich für ein Kit Car war der Crashtest an einer schottischen Universität. Von diesem Modell entstanden zwischen 1984 und 2001 etwa 100 Exemplare.
Das Modell McIvoy entsprach technisch dem ersten Modell, hatte allerdings eine viersitzige Karosserie in Form eines Kombicoupés bzw. Kombis. Dieses Modell fand zwischen 1986 und 1998 fünf Käufer. Außerdem entstanden zwischen 1988 und 1998 etwa zwölf Nachbildungen von Triumph TR 2, Triumph TR 3 und Triumph TR 3 A. Ein Fahrgestell aus Stahl bildete die Basis. Viele Teile kamen vom Ford Cortina und Ford Sierra.